# Dani ludaje
 (novembre 2024).
Dani ludaje, ou ludaja, est une manifestation traditionnelle centrée autour de la citrouille et se déroulant à Kikinda, en Serbie, depuis les années quatre-vingt du XXe siècle. Il s'agit d'un festival de type concours de quatre jours se tenant généralement en octobre. La partie principale des festivités est axée sur la mesure de la taille, du poids et du volume des citrouilles en compétition, où les meilleurs reçoivent des prix, tandis que le gagnant, en plus du prix principal, est solennellement inscrit auprès de l'Association mondiale des producteurs de citrouilles.
Des dizaines de milliers de visiteurs se rendent au festival chaque année. 

## Programme
Cette manifestation, avec une tradition de plus de 35 ans, est célébrée dans toute la ville. Le concours de citrouille est accompagné par des expositions diverses, des animations culturelles, des concerts, de spectacles, ainsi que différents types de marchés et de stands mettant en avant la cuisine locale, les produits issues de l'agriculture biologique, l'artisanat et les produits anciens, préservant ainsi la tradition et promouvant la culture et l'art de la Voïvodine. Durant les festivités, divers tournois sportifs à caractère caritatifs sont également organisés. 
Pendant le festival, un programme musical de musique pop, fun et rock est organisé, où se sont produits jusqu'à présent des artistes tels que:
- Zdravko Čolić
- Kerber
- Van Gogh
- Riblja Čorba
- Zvonko Bogdan
- Divlje jagode

## Voir également
- Tucanijada
- Fête des haricots
- Chaudron d'Or
- Festivals gastronomiques en Serbie
- Kikinda
- Banat septentrional